# Premi Tony Especial
La categoria del Premi Tony Especial inclou el Premi a la Trajectòria i el Premi Tony Especial. No són premis competitius, i el nom ha anat canviant durant els anys. El Premi Tony a la Trajectòria en el Teatre és un honor d'un individu pel cos del seu treball (El Premi Tony pel Millor Event Teatral Especial va ser un premi de competició, atorgat entre el 2001 i el 2009). Un altre Tony no competitiu és el Tony Honorífic per l'Excel·lència en el Teatre, en reconeixement de les fites assolides per individus i organitzacions i que no entra en les categories competitives.

## Guanyadors del Premi Especial
Fonts: 1947-1994 Special Awards, BroadwayWorld 1976-1980; 1997-2010 Trajectòria al Teatre, BroadwayWorld Tony Awards, Special Tony Award, 1947-present

### 1940
| 1947 - Dora Chamberlain per la seva cortesia com a tresorera del Martin Beck Theatre - Ira i Rita Katzenberg pel seu entusiasme com a assistants a les nits d'estrena - Jules Leventhal pel productor més prolific de la temporada - Burns Mantle per la publicació anual de The Ten Best Plays - P. A. MacDonald per la intricada construcció de la producció de 'If the Shoe Fits - Vincent Sardi per oferir un lloc commode a la gent del teatre al Sardi's durant 20 anys 1948 - Rosalind Gilder Contribució al teatre per A Publication for Editor, Theatre Arts - Vera Allen treballador voluntary distingit a The War And After - Experimental Theatre Inc., per l'experimentació al teatre, l'acceptà John Garfield - El repartiment de The Importance of Being Earnest, - June Lockhart Actuació destacada per uns recents arribats a For Love or Money - James Whitmore Actuació destacada per uns recents arribats a Command Decision - Robert W. Dowling dels operaris del teatre al President del City Investing Company, - Paul Beisman dels operaris del teatre a l'Operari del American Theatre, St. Louis - George Pierce per 25 anys de servei efficient com a porter del backstage (Empire Theatre) - Mary Martin Annie Get Your Gun per portar el teatre al país mentre que la producció original segueix representant-se a Nova York - Joe E. Brown Harvey per portar el teatre al país mentre que la producció original segueix representant-se a Nova York |

### 1950
| 1950 - Maurice Evans reconeixement especial en conduir la companyia de teatre del City Center en una temporada plena d'èxits. - Mrs. Eleanor Roosevelt presentà un premi especial al voluntari Philip Faversham del programa hospitalari de l'American Theatre Wing, representant els treballadors que han actuat com a voluntaris als hospitals fora de Nova York. - Brock Pemberton fundador dels premis i primer president (pòstum) 1951 - Ruth Green pels seus serveis com a voluntària en preparar les reserves i els seients a les 5 primeres edicions del Premis Tony. 1952 - Judy Garland per la seva important contribució al revival del vodevil en el seu darrer treball al Palace Theatre, Nova York - Edward Kook per la seva contribució en el desenvolupament de la il·luminació i l'electrònica escènica. - Charles Boyer per la seva distingida actuació a Don Juan in Hell. 1953 - Beatrice Lillie per An Evening with Beatrice Lillie. - Danny Kaye per encapçalar un show de varietats al Palace Theatre, Nova York 1954no es concedí 1955 - Proscenium Productions, una companyia de l'Off-Broadway al Cherry Lane Theatre, per la seva alta qualitat mostrada a The Way of the World i Thieves Carnival. El recolliren Warren Enters, Robert E. Merriman i Sybil Trubin. | 1956 - City Center - Fourth Street Chekov Theatre - The Shakespearewrights - The Threepenny Opera, una producció distingida al Off-Broadway; produïda per Carmen Capalbo i Stanley Chase. - The New York Public Library 25è aniversari de la Theatre Collection en el seu servei distingit al teatre. El recollí George Freedley, fundador. 1957 - American Shakespeare Festival Stratford, Connecticut - Jean-Louis Barrault repertori francès - Robert Russell Bennett - William Hammerstein - Paul Shyre 1958 - New York Shakespeare Festival per realitzar 3 funcions a Central Park i al Hecksher Theater. - Mrs. Martin Beck per 15 anys de dedicació al American Theatre Wing, on serví com a tresorera, secretària i presidenta del comitè de direcció. Recollit per Elaine Perry, filla d'Antoinette Perry. - Circle in the Square Phoenix Theatre, Esther Hawley 1959 - John Gielgud per la seva contribució al teatre per la seva lectura extraordinària dels treballs de Shakespeare com demostrà al seu espectacle en solitari Ages of Man. - Howard Lindsay i Russell Crouse per una col·laboració més llarga que la de Gilbert and Sullivan. - Cast of La Plume de Ma Tante (Pamela Austin, Colette Brosset, Roger Caccia, Yvonne Constant, Genevieve Coulombel, Robert Dhery, Michael Kent, Jean Lefevre, Jacques Legras, Michael Modo, Pierre Olaf, Nicole Parent, Ross Parker i Henri Pennec), per la seva contribució al teatre. |

### 1960
| 1960 - John D. Rockefeller III per la seva visió i lideratge en la creació del Lincoln Center, un punt de marca a les arts escèniques. - James Thurber i Burgess Meredith A Thurber Carnival 1961 - David Merrick En reconeixement d'un fabulós rècord de producció durant els darrers 7 anys. - The Theatre Guild, per organitzar el primer repertori per sortir for a del department de l'Estat. 1962 - Brooks Atkinson Crític teatral jubilat del The New York Times - Franco Zeffirelli Pel disseny i direcció de Romeo and Juliet per l'Old Vic. - Richard Rodgers Per tot el que ha fet per la joventut al teatre i per treure l'orquestra del fossat i posar-la a l'escenari a No Strings. 1963 - W. McNeil Lowry En benefici de la Fundació Ford i el seu support distingit en suport del teatre americà. - Irving Berlin per la seva contribució distingida al teatre musical durant molts anys. - Alan Bennett, Peter Cook, Jonathan Miller i Dudley Moore, per Beyond the Fringe, per la seva brillantor que ha desfet els vells conceptes de la comèdia. 1964 - Eva Le Gallienne Celebrant el seu 50è aniversari com a actriu, honorada pel seu treball amb la National Repertory Theatre. | 1965 - Gilbert Miller Per haver produït 88 obres i musicals i per la seva perseverança que ha ajudat a mantenir viu Nova York i el teatre. - Oliver Smith 1966 - Helen Menken Per una vida de servei devot dedicat al teatre de Broadway. 1967no es concedí 1968 - Audrey Hepburn - Carol Channing - Pearl Bailey - David Merrick - Maurice Chevalier - APA-Phoenix Theatre - Marlene Dietrich 1969 - La National Theatre Company del Regne Unit - La Negro Ensemble Company - Rex Harrison - Leonard Bernstein - Carol Burnett |

### 1970
| 1970 - Noël Coward – per les múltiples i immortals contribucions al teatre - Alfred Lunt i Lynn Fontanne - New York Shakespeare Festival – per iniciar els esforços en benefici de les noves obres - Barbra Streisand 1971 - Elliot Norton, crític de teatre - Ingram Ash president de Blaine-Thompson Advertising, per decades de servei devot al teatre - Playbill per narrar la història de Broadway durant els anys. - Roger L. Stevens 1972 - La Theatre Guild-American Theatre Society pels seus molts anys de serveis al públic - Fiddler on the Roof en honor de ser el musical de més llarga durada a Broadway. El rebé Harold Prince. - Ethel Merman - Richard Rodgers 1973 - John Lindsay Alcalde de Nova York - The Actor's Fund of America - Shubert Organization 1974 - Liza Minnelli Per afegir lluentor a la temporada de Broadway - Bette Midler Per afegir lluentor a la temporada de Broadway - Peter Cook i Dudley Moore protagonistes i autors de Good Evening - A Moon for the Misbegotten Un revival molt destacat d'un clàssic americà. Produït pet Lester Osterman, Elliott Martin i Richard Hurner - Candide Una destacada contribucuó al desenvolupament artistic del teatre musical. Produït per Chelsea Theatre Group, Harold Prince i Ruth Mitchell - Actor's Equity Association | 1974 (cont.) - The Theatre Development Fund - John F. Wharton Crític veterà (Theatre Award '74) - Harold Friedlander L'editor més expert de la indústria (Theatre Award '74) 1975 - Al Hirschfeld per 50 anys de caricatures teatrals (Theatre Award '75) 1976 - George Abbott – Premi Lawrence Langner - Mathilde Pincus Pel servei destacat al teatre musical de Broadway - Thomas H. Fitzgerald per la il·luminació d'incoptables espectaclesde Broadway i cerimònies dels Tony (Pòstum) - Circle in the Square per 25 anys contínues de produccions de qualitat - Richard Burton 1977 - Cheryl Crawford – Premi Lawrence Langner - Lily Tomlin - Barry Manilow - Diana Ross - National Theatre of the Deaf - Equity Liberty Theatre 1978 - Irving Berlin – Premi Memorial Lawrence Langner per la distingida Trajectòria al Teatre Americà - Charles Moss i Stan Dragoti Als creadors (of Wells, Rich, Greene, Inc.) del "I Love New York Broadway Show Tours" i el seu patrocinador, el New York State Department of Commerce. (Theatre Award '78) 1979 - Richard Rodgers - Premi Memorial Lawrence Langner per la distingida Trajectòria al Teatre Americà - Henry Fonda - Walter F. Diehl President International President de Theatrical Stage Employees i Moving Picture Operators - Eugene O'Neill Memorial Theater Center, Waterford, Connecticut |

### 1980
| 1980 - Helen Hayes – Premi Memorial Lawrence Langner per la seva trajectòria memorable al teatre americà - Mary Tyler Moore Whose Life Is It Anyway? - Richard Fitzgerald honorat per la seva instal·lació del sistema d'infraroigs als teatres de Broadway, I per la dedicació perquè els sords poguessin anar al teatre (Theatre Award '80) - Hobe Morrison editor teatral de Variety (Theatre Award '80) 1981 - Lena Horne Lena Horne: The Lady and her Music 1982 - The Actors' Fund of America - Warner Communications (Theatre Award '82) - Radio City Music Hall (Theatre Award '82) 1983no es concedí 1984 - La Tragedie de Carmen per la fita més destacada al teatre musical - Peter Feller un mestre artesà que havia dedicate 40 anys a l'art escenic i a Ia màgia - A Chorus Line en honor de ser el musical de més llarga durada a Broadway | 1985 - Yul Brynner en honor de les seves 4.525 funcions de The King and I - New York State Council on the Arts 1986no es concedí 1987 - Jackie Mason per The World According to Me - George Abbott en ocasió del seu centenari 1988 - Brooklyn Academy of Music 1989no es concedí |

### 1990
| Font:Internet Broadway Database BroadwayWorld Tony Database 1990 - no es concedí 1991 - no es concedí 1992 - no es concedí 1993 - Oklahoma! 50è aniversari el 1993 1994 - Jessica Tandy i Hume Cronyn, els primers receptors del Premi Tony Especial per la Trajectòria al Teatre | 1995 - Carol Channing Trajectòria al Teatre - Harvey Sabinson, (en retirar-se com a director executiu de la després de 50 anys al teatre) Trajectòria al Teatre - National Endowment for the Arts, acceptat per Jane Alexander (Tony Honor) 1996no es concedí 1997 - Bernard B. Jacobs (president de la Shubert Organization) Trajectòria al Teatre 1998 - Edward E. Colton Trajectòria al Teatre - Ben Edwards Trajectòria al Teatre 1999 - Isabelle Stevenson Trajectòria al Teatre - Uta Hagen Trajectòria al Teatre - Arthur Miller Trajectòria al Teatre |

### 2000
| 2000 - Dame Edna: The Royal Tour – Presentació Teatral en Viu - T. Edward Hambleton – Trajectòria al Teatre 2001 - Paul Gemignani – Trajectòria al Teatre 2002 - Robert Whitehead - Trajectòria al Teatre - Julie Harris - Trajectòria al Teatre 2003 - Cy Feuer – Trajectòria al Teatre - Russell Simmons' Def Poetry Jam on Broadway – Millor Event Teatral Especial 2004 - James M. Nederlander – Trajectòria al Teatre | 2005 - Edward Albee – Trajectòria al Teatre 2006 - Sarah Jones, Bridge and Tunnel - Harold Prince – Trajectòria al Teatre 2007no es concedí 2008 - Stephen Sondheim – Trajectòria al Teatre - Robert Russell Bennett – En reconeixement de la seva contribució en el camp de les orquestracions 2009 - Jerry Herman – Trajectòria al Teatre |

### 2010[6]
| 2010 - Alan Ayckbourn – Trajectòria al Teatre - Marian Seldes – Trajectòria al Teatre 2011 - Athol Fugard – Trajectòria al Teatre - Philip J. Smith – Trajectòria al Teatre - Handspring Puppet Company 2012 - Actors' Equity Association - Hugh Jackman 2013 - Bernard "Bernie" Gersten - Ming Cho Lee - Paul Libin 2014 - Jane Greenwood | 2015 - John Cameron Mitchell - Tommy Tune – Trajectòria al Teatre 2016 - Sheldon Harnick – Trajectòria al Teatre - Marshall W. Mason – Trajectòria al Teatre - National Endowment for the Arts - Miles Wilkin 2017 - James Earl Jones – Trajectòria al Teatre 2018 - Andrew Lloyd Webber – Trajectòria al Teatre - Chita Rivera – Trajectòria al Teatre - John Leguizamo - Bruce Springsteen 2019 - Rosemary Harris – Trajectòria al Teatre - Terrence McNally – Trajectòria al Teatre - Harold Wheeler – Trajectòria al Teatre - Marin Mazzie - Jason Michael Webb - Sonny Tilders & Creature Technology Company |

### 2020
2020
- Graciela Daniele – Trajectòria al Teatre
- The Broadway Advocacy Coalition
- David Byrne's American Utopia
- Freestyle Love Supreme